# Патрік Паттерсон (баскетболіст)
Патрік Девелл Паттерсон (англ. Patrick Davell Patterson; нар. 14 березня 1989, Вашингтон) — американський професіональний баскетболіст, важкий форвард, який виступав за декілька команд НБА. Згодом — кінопродюсер.

## Ігрова кар'єра
Починав грати у баскетбол у команді Гантінгтонської старшої школи (Гантінгтон, Західна Вірджинія). Тричі приводив її до чемпіонства штату. На університетському рівні грав за команду Кентукі (2007—2010).
2010 року був обраний у першому раунді драфту НБА під загальним 14-м номером командою «Х'юстон Рокетс». Захищав кольори команди з Х'юстона протягом наступних 3 сезонів.
Частину 2010 року виступав у складі команди Ліги розвитку НБА «Ріо-Гранде Воллей Вайперс», яка є фарм-клубом «Рокетс».
20 лютого 2013 року разом з Коулом Олдричем та Тоні Дугласом перейшов до складу «Сакраменто Кінґс» в обмін на Томаса Робінсона, Франсіско Гарсію та Тайлера Ганікатта.
Наступною командою в кар'єрі гравця була «Торонто Репторз», за яку він відіграв 4 сезони.
10 липня 2017 року став гравцем «Оклахома-Сіті Тандер».
16 серпня 2019 року підписав контракт з «Лос-Анджелес Кліпперс».

## Статистика виступів в НБА

### Регулярний сезон
| Сезон             | Команда                 | GP  | GS  | MPG  | FG%  | 3P%  | FT%  | RPG | APG | SPG | BPG | PPG  |
| ----------------- | ----------------------- | --- | --- | ---- | ---- | ---- | ---- | --- | --- | --- | --- | ---- |
| 2010–11           | «Х'юстон Рокетс»        | 52  | 6   | 16.7 | .558 | .000 | .714 | 3.8 | .8  | .3  | .7  | 6.3  |
| 2011–12           | «Х'юстон Рокетс»        | 64  | 1   | 23.2 | .440 | .000 | .702 | 4.5 | .8  | .4  | .6  | 7.7  |
| 2012–13           | «Х'юстон Рокетс»        | 47  | 38  | 25.9 | .519 | .365 | .755 | 4.7 | 1.1 | .4  | .6  | 11.6 |
| 2012–13           | «Сакраменто Кінґс»      | 24  | 3   | 23.2 | .494 | .444 | .786 | 4.8 | 1.3 | .5  | .5  | 8.0  |
| 2013–14           | «Сакраменто Кінґс»      | 17  | 6   | 24.4 | .410 | .231 | .563 | 5.8 | .9  | .8  | .2  | 6.9  |
| 2013–14           | «Торонто Репторз»       | 48  | 7   | 23.3 | .477 | .411 | .745 | 5.1 | 1.3 | .9  | .7  | 9.1  |
| 2014–15           | «Торонто Репторз»       | 81  | 4   | 26.6 | .449 | .371 | .788 | 5.3 | 1.9 | .7  | .5  | 8.0  |
| 2015–16           | «Торонто Репторз»       | 79  | 0   | 25.6 | .414 | .362 | .853 | 4.3 | 1.2 | .7  | .4  | 6.9  |
| 2016–17           | «Торонто Репторз»       | 65  | 8   | 24.6 | .401 | .372 | .717 | 4.5 | 1.2 | .6  | .4  | 6.8  |
| 2017–18           | «Оклахома-Сіті Тандер»  | 82  | 3   | 15.5 | .398 | .386 | .870 | 2.4 | .7  | .6  | .3  | 3.9  |
| 2018–19           | «Оклахома-Сіті Тандер»  | 63  | 5   | 13.7 | .374 | .336 | .633 | 2.3 | .5  | .3  | .2  | 3.6  |
| 2019–20           | «Лос-Анджелес Кліпперс» | 59  | 18  | 13.2 | .408 | .390 | .814 | 2.6 | .7  | .1  | .1  | 4.9  |
| 2020–21           | «Лос-Анджелес Кліпперс» | 38  | 5   | 15.3 | .436 | .357 | .765 | 2.0 | .8  | .4  | .2  | 5.2  |
| Усього за кар'єру | Усього за кар'єру       | 719 | 104 | 20.8 | .447 | .369 | .755 | 3.9 | 1.0 | .5  | .4  | 6.7  |

### Плей-оф
| Сезон             | Команда                 | GP  | GS | MPG  | FG%  | 3P%  | FT%   | RPG | APG | SPG | BPG | PPG  |
| ----------------- | ----------------------- | --- | -- | ---- | ---- | ---- | ----- | --- | --- | --- | --- | ---- |
| 2014              | «Торонто Репторз»       | 7   | 0  | 28.4 | .542 | .389 | .778  | 6.7 | 1.3 | .4  | .4  | 10.4 |
| 2015              | «Торонто Репторз»       | 4   | 1  | 26.5 | .556 | .467 | 1.000 | 3.5 | 1.3 | .8  | .0  | 10.3 |
| 2016              | «Торонто Репторз»       | 20  | 9  | 29.2 | .404 | .300 | .846  | 3.9 | 1.2 | .4  | .5  | 7.7  |
| 2017              | «Торонто Репторз»       | 10  | 1  | 18.5 | .278 | .308 | 1.000 | 2.0 | 2.0 | .7  | .2  | 3.4  |
| 2018              | «Оклахома-Сіті Тандер»  | 6   | 0  | 9.6  | .500 | .500 | .000  | 1.8 | .5  | .2  | .0  | 1.3  |
| 2020              | «Лос-Анджелес Кліпперс» | 59  | 18 | 13.2 | .408 | .390 | .814  | 2.6 | .7  | .1  | .1  | 4.9  |
| Усього за кар'єру | Усього за кар'єру       | 681 | 99 | 21.1 | .448 | .369 | .755  | 4.0 | 1.0 | .5  | .4  | 6.7  |

## Кар'єра в кіноіндустрії
19 жовтня 2021 року заснував кінокомпанію Undisputed Pictures.